# Chiesa di San Pietro Apostolo (Isola Vicentina)
La chiesa di San Pietro Apostolo è la parrocchiale di Isola Vicentina, in provincia e diocesi di Vicenza; fa parte del vicariato di Castelnovo-Malo.

## Storia

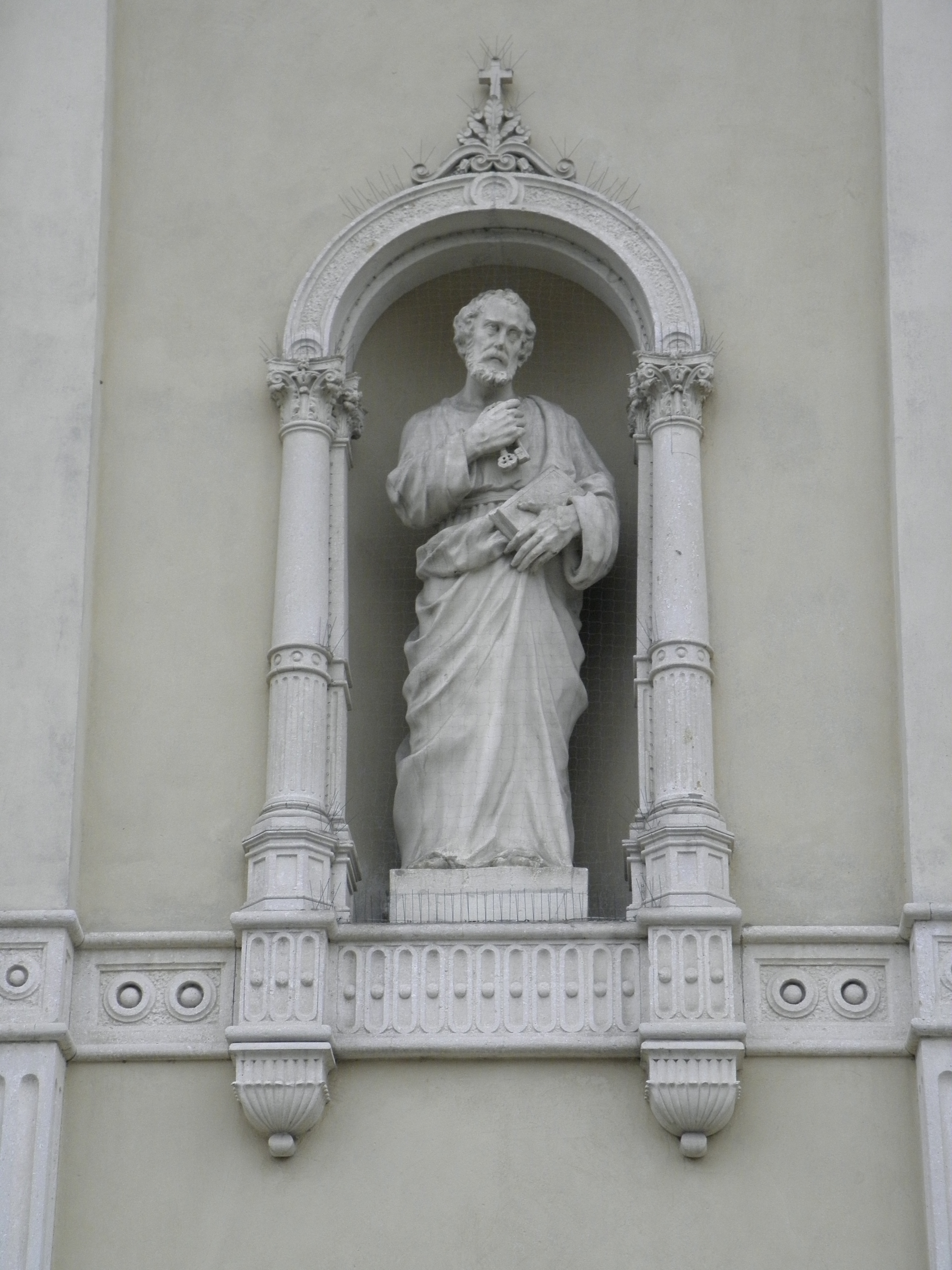
La statua di San Pietro sulla facciata

La primitiva chiesa di Isola Vicentina fu costruita non lontano da dove sorgeva il locale castello - detto Castellaro - che venne fatto demolire da Ezzelino da Romano verso il 1241.
In un documento del XIII secolo la chiesa è attestata con il titolo parrocchiale.
Grazie a due testamenti risalenti al Quattrocento è noto che in quel periodo la chiesa, che era una pieve, fu oggetto di alcuni restauri.

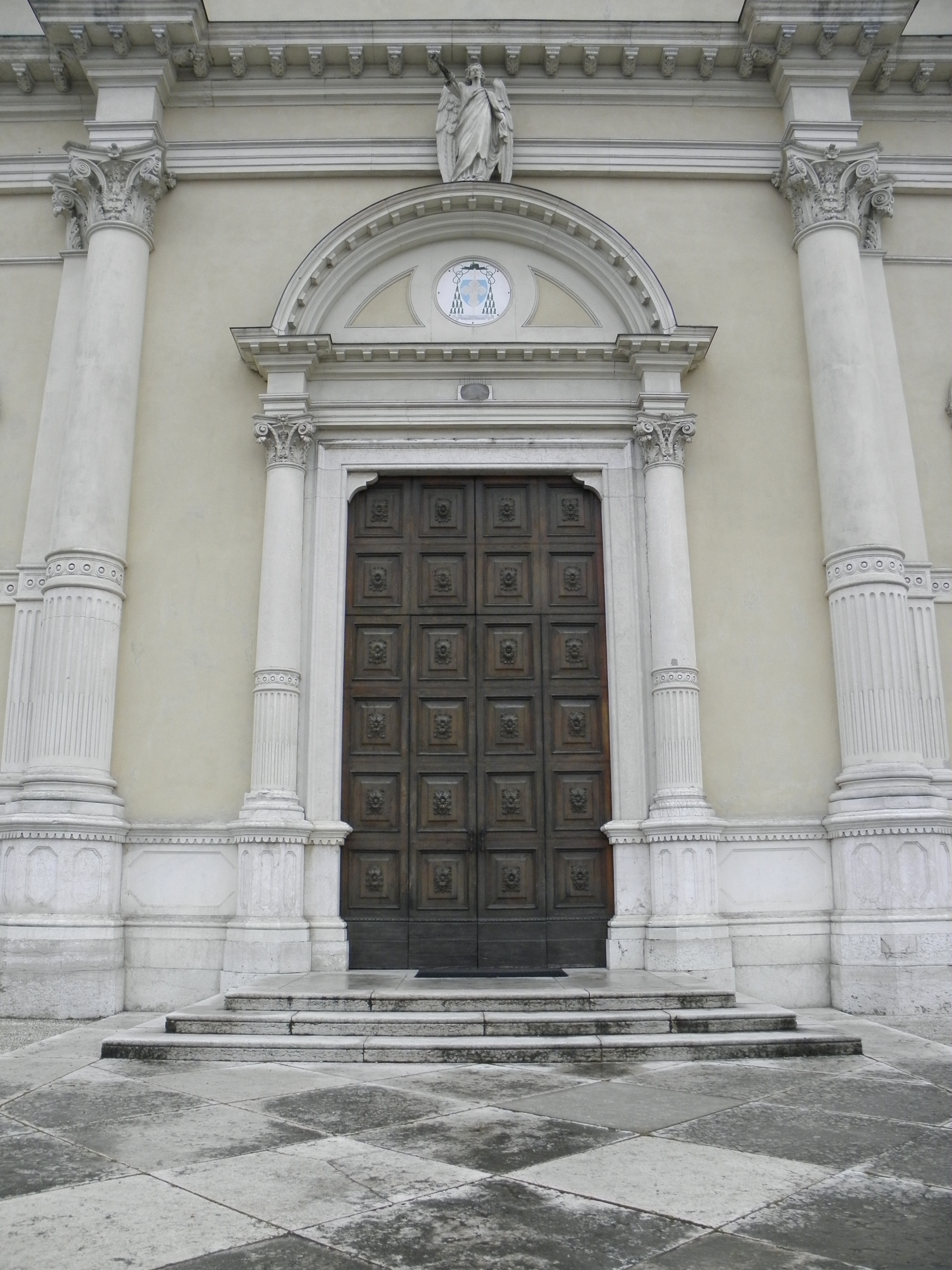
Il portale

La chiesa fu riedificata tra il 1612 ed il 1613.
La prima pietra dell'attuale parrocchiale venne posta nell'ottobre del 1898; l'edificio, progettato da Gerardo Marchioro, fu terminato nel 1907. Il soffitto venne ultimato nel 1923 su disegno di Domenico Marchioro, figlio di Gerardo.
La consacrazione fu impartita il 6 settembre 1964.

## Descrizione

### Esterno

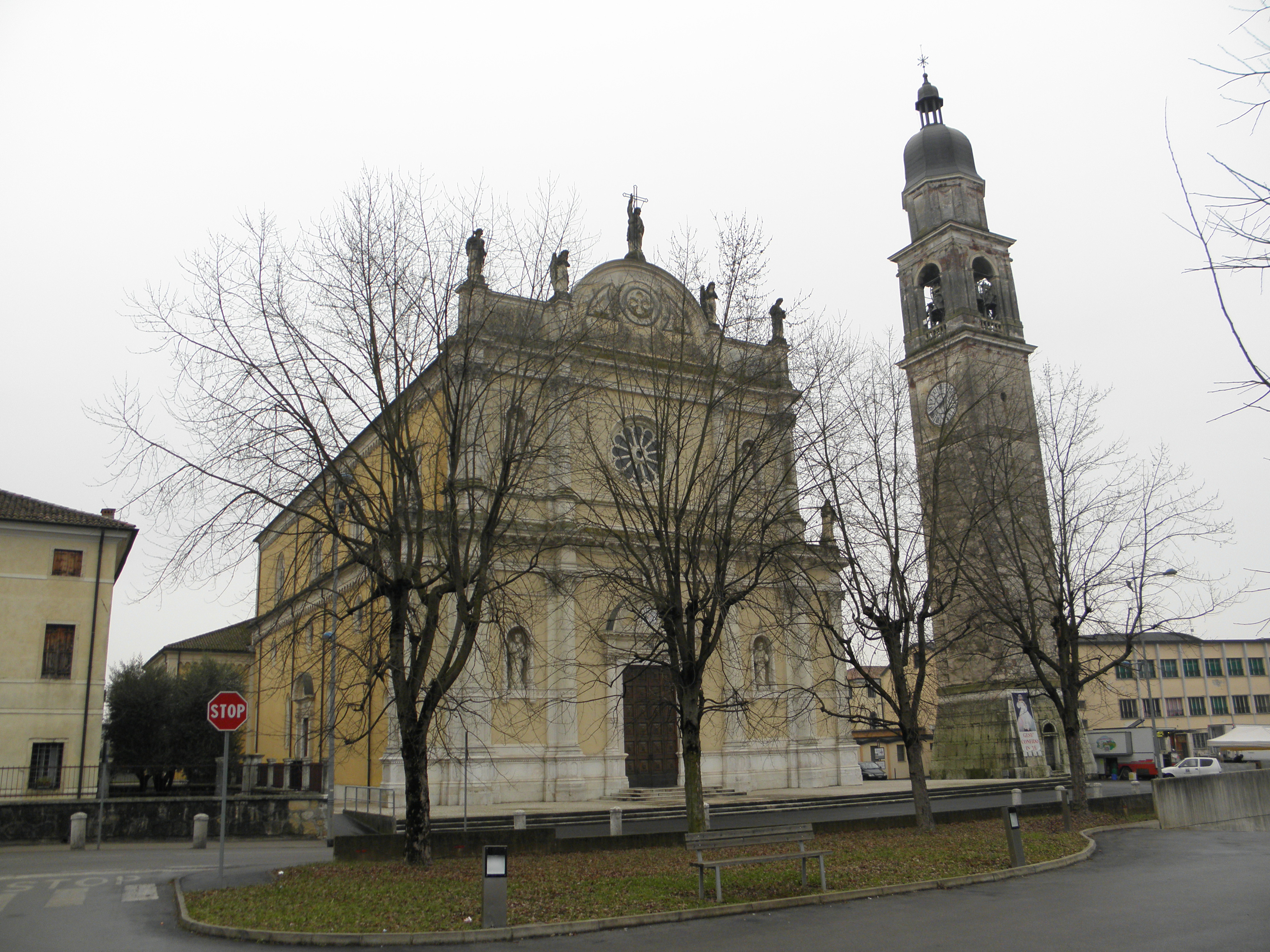
La chiesa e il campanile

La facciata della chiesa, che è a salienti, è scandita da semicolonne e suddivisa da una cornice marcapiano in due registri; si aprono quattro nicchie con, all'interno, altrettante statue e il rosone. Le parti laterali presentano, al loro culmine, due statue, mentre sul timpano ve ne sono cinque.
Il campanile a base quadrata, che sorge a qualche metro dalla chiesa, è alto 52 metri e presenta, all'altezza della cella, delle monofore.

### Interno
L'interno, che è ornato da affreschi, lesene, mensole, festoni e cornici a dentelli, si compone di un'unica navata, sulla quale si affacciano sei cappelle laterali.